# John Stark

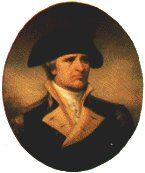
General John Stark

John Stark (* 28. August 1728 in Londonderry, New Hampshire Colony, heute USA; † 8. Mai 1822 in Manchester (New Hampshire)) war ein General, der während des Amerikanischen Unabhängigkeitskrieges in der amerikanischen Kontinentalarmee diente.
Als John Stark acht Jahre alt war, zogen seine Familie und er von Londonderry nach Derryfield (heute ein Stadtteil von Manchester), wo er für den Rest seines Lebens wohnte.

## Franzosen- und Indianerkrieg
Stark wurde als Lieutenant unter Major Robert Rogers während des Franzosen- und Indianerkrieges angeworben. Als Teil der Rogers’ Rangers gewann Stark wertvolle Kampferfahrung und -wissen im nördlichen Grenzgebiet der britischen Kolonien in Nordamerika. 1758 führte er eine der vier Rangerkompanien während der Belagerung von Louisburg. Am Ende des Krieges verließ Stark die Armee als Captain und kehrte nach Derryfield zurück.

## Amerikanischer Unabhängigkeitskrieg
Die Schlacht von Lexington und Concord am 15. April 1775 signalisierte den Beginn des Amerikanischen Unabhängigkeitskrieges und Stark kehrte zum Militärdienst zurück. Am 23. April 1775 akzeptierte Stark eine Stelle als Colonel der New-Hampshire-Miliz. Er erhielt das Kommando über das 1. New Hampshire Regiment. Sobald er seine Männer angemustert hatte, zog er per Schiff und zu Fuß nach Süden, um die Rebellen bei der Belagerung von Boston zu unterstützen.

### Schlacht von Bunker Hill
Am 16. Juni beschlossen die Rebellen, die einen Präventivschlag auf ihre Positionen in Cambridge und Roxbury fürchteten, die Höhen über der Stadt einzunehmen und zu halten, einschließlich der Dorchesterhöhen, Bunker Hill und Breeds Hill. Diese erhöhten Stellungen hätte es den Rebellen ermöglicht, jede britische Landung zu verhindern (seinerzeit war Boston eigentlich ausschließlich eine Insel und die stationierten britischen Soldaten hätten immer den Seeweg nehmen müssen, um umliegende Städte anzugreifen). Die Stellungen hätten auch benutzt werden können, um Kanonen zu stationieren, die die britischen Schiffe bedroht hätten, die den Hafen blockierten (obwohl die Rebellen zu dieser Zeit noch keine Kanonen zur Verfügung hatten).
Als die Briten am 17. Juni aufwachten, sahen sie die eilig angelegten Befestigungen auf Breeds Hill. Der britische General Thomas Gage wusste, dass er die Rebellen aus ihren Stellungen vertreiben musste, ehe die Befestigungen fertiggestellt waren. Er befahl der HMS Lively, einer Fregatte mit 38 Kanonen, die Positionen der Rebellen sofort zu beschießen, und wies Major-General William Howe an, seine Truppen zur Landung vorzubereiten. So begann die Schlacht von Bunker Hill – die eigentlich Schlacht von Breed’s Hill heißen müsste. Der amerikanische Colonel William Prescott hielt den Hügel trotz des intensiven ersten Bombardements mit nur ein paar hundert untrainierten amerikanischen Milizionären. Prescott wusste, dass er erheblich schlechter bewaffnet und zahlenmäßig unterlegen war. Er sandte eine verzweifelte Bitte um Verstärkung.
Stark und seine New Hampshire Miliz trafen kurz nach Prescotts Anforderung ein. Die HMS Lively hatte mit gezieltem Dauerbeschuss der Charlestowner Landenge (Charlestown Neck) begonnen, dem schmalen Landstreifen, der Charlestown mit den Positionen der Rebellen verband. Auf der Charlestowner Seite hatten sich mehrere Kompanien amerikanischer Regimenter zerstreuen lassen aus Angst, in das Artilleriefeuer zu geraten. Stark befahl den Männern, beiseitezutreten, und marschierte mit seinen Männern zu Prescotts Positionen, ohne irgendwelche Verluste zu erleiden.
Als die New Hampshire Miliz eintraf, erlaubte der dankbare Colonel Prescott Stark, seine Männer zu postieren, wo es ihm beliebte. Stark studierte das Schlachtfeld und sah sofort, dass die Briten vermutlich versuchen würden, den Rebellen in die Flanke zu fallen, indem sie am Ufer des Mystic River unterhalb und links von Breeds Hill landen würden. Er führte seine Männer in die Senke zwischen Mystic River und Breeds Hill und befahl ihnen, einen Doppelzaun zu „befestigen“, indem sie Stroh und Gras zwischen die beiden Zäune stopften. Sie verlängerten den Zaun außerdem mittels eines eilig aufgetürmten Steinwalles. Nachdem die Befestigungen hastig errichtet waren, platzierte Stark seine Männer in einer Dreierreihe hinter dem Wall.
Ein großer Trupp der Briten mit den Royal Welch Fusiliers an der Spitze bewegte sich auf die Befestigungen zu. Die Milizionäre hockten sich hin und warteten, bis die vorrückenden Briten sie fast erreicht hatten, standen dann auf und schossen alle gleichzeitig. Sie schickten einen heftigen und unerwarteten Kugelhagel direkt in die Reihen der Füsiliere, töteten 90 von ihnen und stoppten so deren Vormarsch. Die Füsiliere flüchteten panisch. Eine Einheit britischer Infanterie folgte, die über ihrer toten Kameraden klettern musste, um Starks Frontlinie zu erreichen. Auch diese wurde durch Gewehrsalven der Milizionäre dezimiert. Eine dritte Einheit wurde auf dieselbe Art zurückgeschlagen, wiederum unter großen Verlusten für die Briten. Die britischen Offiziere zogen ihre Männer klugerweise von diesem Landepunkt zurück und beschlossen, mit Unterstützung ihrer Artillerie woanders anzulanden.
Später in dieser Schlacht wurden die Rebellen vom Hügel vertrieben. Stark befahl dem New Hampshire Regiment, Colonel Prescotts zurückweichenden Truppen Feuerschutz zu gewähren.
Obwohl die Briten letztendlich an diesem Tag den Hügel einnahmen, waren ihre Verluste so groß (insbesondere unter den Offizieren), dass sie die Stellungen nicht halten konnten. Das erlaubte dem amerikanischen General George Washington, der in Boston zwei Wochen nach der Schlacht eintraf, seine Kanonen auf dem Bunker Hill und den Dorchesterhöhen zu stationieren. Diese Stellung bedrohte die britische Flotte im Bostoner Hafen und veranlasste den britischen General Gage, all seine Kräfte aus der Bostoner Garnison abzuziehen und nach Süden zu segeln.

### New Jersey
Als Washington sich auf seine Rückkehr nach Süden vorbereitete, um die Briten dort zu bekämpfen, wusste er, dass er dringend erfahrene Männer wie John Stark brauchte, um Regimenter in der Kontinentalarmee zu kommandieren. Washington offerierte Stark umgehend einen Kommandoposten in der Kontinentalarmee. Stark und sein New Hampshire Regiment willigten ein, sich vorübergehend in die Kontinentalarmee einzugliedern. Stark und seine Männer reisten mit Washington zur New Jersey Kolonie und kämpften tapfer in den Schlachten von Princeton und Trenton.

### Rücktritt
Nach Trenton bat Washington Stark, nach New Hampshire zurückzukehren und mehr Männer für die Kontinentalarmee zu rekrutieren. Stark willigte ein, aber nachdem er heimgekehrt war, erfuhr er, dass, während er in New Jersey gekämpft hatte, ein ihm bekannter Colonel aus New Hampshire namens Enoch Poor zum Brigadier General der Kontinentalarmee ernannt worden war. Nach Starks Kenntnis hatte Enoch Poor sich geweigert, sein Milizregiment zum Bunker Hill zu führen, um an der Schlacht teilzunehmen, und stattdessen sein Regiment daheim gelassen. Stark, ein erfahrener Kampfkommandeur wurde für jemanden übergangen, der keine Kampferfahrung und nicht einmal den Willen zu kämpfen hatte. Am 23. März 1777 gab Stark empört sein Kommando ab, versprach aber New Hampshire zu helfen, wenn er gebraucht würde.

### Schlacht von Bennington
Vier Monate später wurde Stark eine Stelle als Brigadier General der New Hampshire Miliz angeboten. Er akzeptierte unter der strikten Bedingung, dass er nicht der Autorität der Kontinentalarmee unterworfen sein dürfte. Kurz nachdem er die Stelle angenommen hatte, befahl ihm Brigadier General Philip Schuyler Charlestown in New Hampshire zu verlassen, um die Kontinentalarmee in Saratoga in New York zu entsetzen. Stark lehnte ab und führte seine Männer stattdessen in den Kampf gegen die Briten in der Schlacht von Bennington. Bevor er die britischen und braunschweigischen Truppen angriff, bereitete Stark seine Männer darauf vor, bis zum Tode zu kämpfen, indem er ausrief: „Sie sind eure Feinde, die Rotröcke und die Tories. Sie gehören uns oder Molly Stark schläft heute Nacht als Witwe!“
Starks Männer stoppten mit Hilfe der Vermont Miliz die britischen Kräfte und hielten den britischen General John Burgoyne davon ab, Nachschub zu liefern. Starks Taten trugen direkt zur Kapitulation von Burgoynes Nordarmee in der Schlacht von Saratoga ein paar Monate später bei. Diese Schlacht wird als der Wendepunkt im Unabhängigkeitskrieg angesehen, weil sie die erste große Niederlage eines britischen Generals war und sie die Franzosen davon überzeugte, dass die Amerikaner ihrer militärischen Unterstützung würdig waren.
Stark wurde weithin als der „Held von Bennington“ bekannt. Nachdem er bis zum Ende des Krieges hervorragende Dienste geleistet hatte, kehrte Stark auf seine Farm in Derryfield zurück. Es wird gesagt, dass von allen Revolutionsgenerälen er der einzige wahre Cincinnatus war, weil er sich wirklich nach Kriegsende aus dem öffentlichen Leben zurückzog. 1809 wollte eine Gruppe von Bennington-Veteranen der Schlacht gedenken. General Stark, der bereits 81 Jahre alt war, war nicht gesund genug, um zu reisen, aber er sandte einen Brief an seine Kameraden, der mit den Worten schloss: „Lebe frei oder stirb. Der Tod ist nicht das schlimmste Übel.“ Lebe Frei oder Stirb wurde 1945 das Staatsmotto von New Hampshire.
Viele Orte in den Vereinigten Staaten wurden nach John Stark und seiner Frau Molly benannt. Darunter sind:
- Fort Stark (New Hampshire)
- John Stark Regional High School (New Hampshire)
- Stark County (Illinois)
- Stark County (Ohio)
- Starke County (Indiana)
- Starkville (Mississippi)
- Stark (New York)
- Stark (New Hampshire)
- Molly Stark State Park (Vermont)